# Nine Elms (métro de Londres)
Nine Elms est une station de la ligne Northern du métro de Londres, située en zone 1 Travelcard.

## Situation sur le réseau
La station se situe entre Kennington au nord-est et Battersea Power Station à l'ouest. Elle est établie sous l'intersection entre Wandsworth Road et Pascal Street, dans le quartier de Nine Elms, du borough de Lambeth. Elle comprend un quai central encadré par les deux voies de circulation.

## Histoire
La station est ouverte le 20 septembre 2021, lors de la mise en service de la branche Battersea Power Station de la ligne Northern.

## Services aux voyageurs

### Accès et accueil
L'accès à la station s'effectue par un immeuble largement ouvert sur la rue, équipé d'escaliers mécaniques et d'ascenseurs.

### Desserte

Installations et desserte
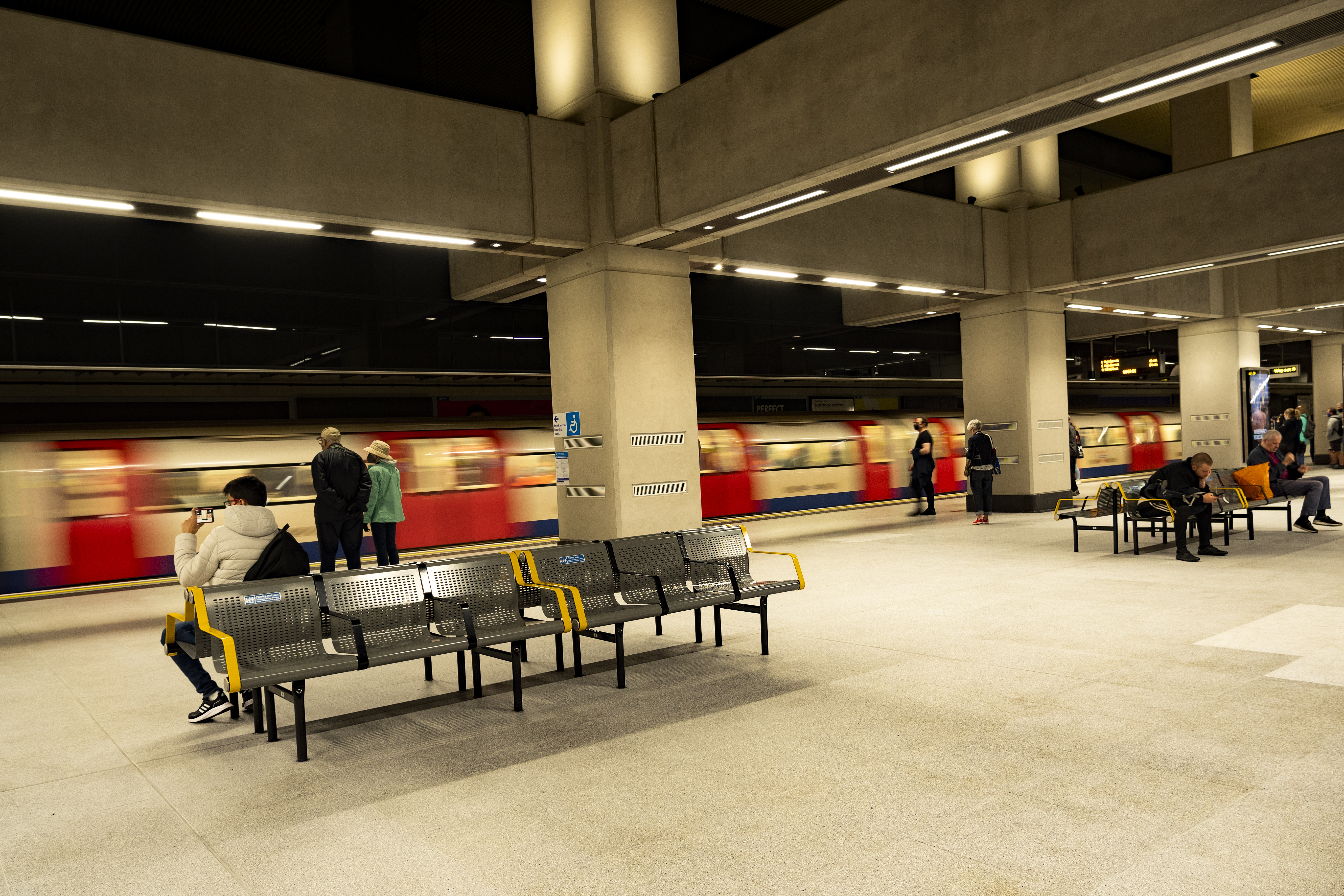
Quai de la station.

### Intermodalité
La station est en correspondance avec les lignes de bus no 77, 87, 196, 452 et N87.